# 铀系法
铀系法也稱為鈾鈾測年法，是比較铀的二種同位素進行的放射性定年法，比較的同位素是鈾-234（234U）及鈾-238 （238U），铀系法利用鈾同位素的衰變鏈，其中鈾-238經過14次α衰變及β衰變，最後變成穩定的同位素鉛-206。像铀铅测年法及鈾釷測年法也是利用鈾同位素的衰變鏈來測定年代。

## 铀系衰變鏈
鈾-238半衰期為45億年，藉由以下的過程衰變為鈾-234：先放出α粒子變成半衰期只有24天的釷-234，之後進行β衰變，變成鏷-234，半衰期6.7小時，之後再進行一次β衰變，鈾-234，半衰期二十四萬五千年。下一個衰变产物是釷-230，半衰期七萬五千年，在鈾釷測年法中會用到釷-230。雖然在分析上比較簡單，但實務上铀系法需要知道在試様形成時，兩種同位素的比較，一般也只用在試樣年代超過45萬年（鈾釷測年法年代的上限）。若針對這類的試樣（多半是海相碳酸鹽）且符合上述條件，铀系法是比較有效的測年法。
铀系法和其他放射性定年法不同，铀系法比較兩種放射性的不穩定同位素，因此在計算上較複雜，因為兩種同位素都會隨時間衰變為其他衰变产物。
理論上，铀系法可針對距今一萬年到二百萬年（或是鈾-234半衰期八倍）之間的試様定年。因此可以補充鈾釷測年法（最多到45萬年前）及铀铅测年法（最多可到太陽系的年齡，但若近於二百萬年，可能會有問題）之間的定年需求。

## 腳注
1. ↑  Walker, Mike. . . Hoboken, N.J.: Wiley. 2013: 66–74. ISBN 9781118700099.

## 來源
- Schwarcz, Henry P. . Quaternary International. January 1989, 1: 7–17. doi:10.1016/1040-6182(89)90005-0.
- Shakhashiri, Bassam Z. . Chemical of the Week on scifun.org. University of Wisconsin-Madison Chemistry Department.   [24 October 2015]. （原始内容存档于2015年2月14日）.